# On Time
| Recensione                        | Giudizio        |
| --------------------------------- | --------------- |
| AllMusic                          | [ 2 ]           |
| The New Rolling Stone Album Guide | [ 3 ]           |
| Sputnikmusic                      | 3.9 (Excellent) |
| Storia della musica               | [ 5 ]           |
| Dizionario del Pop-Rock           | [ 6 ]           |
| 24.000 dischi                     | [ 7 ]           |

On Time è il primo album del gruppo musicale statunitense Grand Funk Railroad, pubblicato dall'etichetta discografica Capitol nell'agosto 1969.
Il disco è prodotto da Terry Knight, mentre Mark Farner, leader della band, è autore completo dei brani.
L'uscita dell'album è preceduta nel mese di luglio da quella del singolo Time Machine, cui fa seguito, nel gennaio 1970, Heartbreaker.

## Tracce

### LP
Lato A
Testi e musiche di Mark Farner.
1. Are You Ready – 3:25 – Registrato il 18 giugno 1969
2. Anybody's Answer – 5:15 – Registrato il 18 giugno 1969
3. Time Machine – 3:40 – Registrato il 18 giugno 1969
4. High on a Horse – 2:35 – Registrato il 16 aprile 1969
5. T.N.U.C. – 8:40 – Registrato il 18 giugno 1969

Lato B
Testi e musiche di Mark Farner.
1. Into the Sun – 6:25 – Registrato il 18 giugno 1969
2. Heartbreaker – 6:30 – Registrato il 16 aprile 1969
3. Call Yourself a Man – 3:00 – Registrato il 19 giugno 1969
4. Can't Be Too Long – 6:30 – Registrato il 19 giugno 1969
5. Ups and Downs – 4:50 – Registrato il 19 giugno 1969

### CD
Edizione CD, pubblicato nel 2002 dalla Capitol Records (72435-39502-2-4)
Testi e musiche di Mark Farner.
1. Are You Ready – 3:25
2. Anybody's Answer – 5:15
3. Time Machine – 3:40
4. High on a Horse – 2:35
5. T.N.U.C. – 8:40
6. Into the Sun – 6:25
7. Heartbreaker – 6:30
8. Call Yourself a Man – 3:00
9. Can't Be Too Long – 6:30
10. Ups and Downs – 4:50
11. High on a Horse – 4:25 – Bonus Track - Original Version, 2000 Remix
12. Heartbreaker – 6:53 – Bonus Track - Original Version, 2000 Remix

## Formazione
- Mark Farner - chitarra, piano, armonica, voce
- Mel Schacher - basso
- Don Brewer - batteria, voce

Note aggiuntive
- Terry Knight - produttore (A Good Knight Production)
- Registrazioni effettuate il 16 aprile e 18-19 giugno 1969 al Cleveland Recording Company Studios di Cleveland, Ohio (Stati Uniti)
- Kenneth Hamann - ingegnere delle registrazioni
- Barry Edmunds - fotografie copertina album[9][10]

## Classifica
Album
| Anno | Classifica    | Posizione raggiunta |
| ---- | ------------- | ------------------- |
| 1969 | Billboard 200 | 27                  |

Singoli
| Anno | Titolo del brano | Classifica        | Posizione raggiunta |
| ---- | ---------------- | ----------------- | ------------------- |
| 1969 | Time Machine     | Billboard Hot 100 | 48                  |
| 1970 | Heartbreaker     | Billboard Hot 100 | 72                  |